# Carinigera pellucida
Carinigera pellucida is een slakkensoort uit de familie van de Clausiliidae. De wetenschappelijke naam van de soort is voor het eerst geldig gepubliceerd in 2002 door Dedov & Neubert.